# 학생신문
학생신문(學生新聞)은 주로 대학이나 고등학교에서 학생이 편집의 주체가 되어 발행되는 신문의 총칭이다. 대부분은 학내에만 배포되지만, 학외에도 판매되는 것도 있다. 내용은 주로 학내의 각종 뉴스 뿐만 아니라 각 학부의 연구 내용 소개, 학내 교수들의 기고의 칼럼 등으로 구성되는 것이 많다.

## 나라별 대학 신문

### 대한민국
대한민국의 대학신문은 미국 북장로교회 선교사들이 경영하던 평양의 숭실학당 대학부(1906년 설치)에서 1912년 창간한 《숭대시보(崇大時報)》가 최초의 대학신문이다. 그러나 이 신문은 1925년 숭실학당 대학부가 숭실전문학교로 개편되면서 《숭실타임즈》로 제호를 바꾸어 발행하다가 1938년 일제의 탄압으로 숭실전문학교가 폐교되면서 폐간됐다. 한편 1923년 설립된 경성제국대학에서 《성대학보(城大學報)》를 주간으로 발행한 적이 있다.
대한민국의 대학들이 대학신문을 본격적으로 발행되기 시작한 한 것은 1945년 8.15 광복 이후부터였다. 광복 이후 대한민국에서 발행된 최초의 대학신문은 연희전문학교(현재 연세대학교)의 《연희타임스》이다. 1935년 9월 1일 연희전문학교가 창간한 《연전타임스》의 후신이었다. 연희전문학교는 1946년 8월 15일에 연희대학교로 승격되어 종합대학교로 인가를 받았다. 《연희타임스》는 정확히 언제 속간 또는 창간하였는지 알 수 없는데 현재 1946년 2월 25일 발행의 제12호와 1950년 3월 20일 발행의 제20호 밖에 남아있지 않다. 1946년 3월 5일 경성대학(京城大學) 예과(豫科) 학생회에서 창간한 타블로이드판 2면의 순간(旬刊) 《경성대학 예과신문》을 시작으로, 1947년에는 서울대학교 상과대학 학생회 편집부에서 《상대신문》, 문리과대학 학생회 문화부에서 《대학신문》, 공과대학 편집부에서 《공대학보(工大學報)》를 각각 창간했다.
1947년 9월 1일 중앙대학교에서 《중대학보(中大學報)》라는 제호를 달고 창간하여 최초의 대학신문을 발행했다고 하지만 다른 자료에서는 《중대학보(中大學報)》라는 같은 제호로 1947년 9월 1일이 아닌 1947년 6월 1일부터 월간으로 발행하였던 것으로 알려져 있어 기록의 차이를 보이고 있다. 1947년에 들어서 논의되어 오던 의견이 정립되면서 고려대학교의 신문부에서 11월 3일 《고대신문(高大新聞)》을, 경상학과회에서는 《고대논단(高大論壇)》을 창간했고, 국학대학 국학편집실에서도 《국학학보(國學學報)》를 창간했다.
대학이 진리탐구를 위주로 한다는 것은 결코 학문의 자기목적성을 주장하여 상아탑을 왕국화함이 아니라 학문의 기저로서의 현실적인 생활에서 보편절대적인 이데아를 추구(追窮)하는 실천적 인간의 부단(不斷)한 반성을 계기로 하는 바에야 그의 진리 탐구는 항상 생생한 사회적 현실에 호흡하며 가장 예민히 그 본질적인 것을 파악함으로써 자기의 사명완수에 정진할 것이니 이 나라 이 민족의 위대한 수난기에 제회(際會)하여 진리의 사도(使徒)는 과연 여한(如何)한 태도로써 그의 진로를 개척할 것인가?(중략) 여기에 우리는 이러한 생활을 영위하려는 민족적 사명에 충실한 여러 學友의 좋은 반려가 되고자 고려대학교신문(高麗大學校新聞)의 ‘첫호(號)’를 꾸미게 되었다. (1947年 11月 3日 <第 1 號> 고려대학교 《고대신문》 창간호 발간사 중)

1947년 11월 1일 설립인가를 받은 단국대학교에서는 학생신문에 대한 논의가 진행되어 1948년 3월 1일 단국대학 학생회 문화부에서 《단대학생신문》을 창간하였다. 1954년 8월 2일부터는 제호를 변경을 하여 《단대학보》로 개제하였다가 7년 뒤인 1961년 4월 1일, 현재의 《단대신문》으로 제호를 변경하여 발행하고 있다.
단대신문은 1948년 3월 1일에 ‘단대학생신문’이라는 이름으로 태어났습니다. 국내에서 가장 오래된 역사를 가진 대학 신문 가운데 하나로, 지령 1217호(2008년 3월 11일)에 이르며 창간 60주년을 맞이했습니다. 1954년 8월 2일 ‘단대학생신문’은 ‘단대학보’로 제호를 변경합니다. 그 후 7년 뒤인 1961년 4월 1일 지금의 ‘단대신문’으로 제호를 고치며 질적ㆍ양적인 발전을 거듭했습니다. 뿐만 아니라 1993년 4월 27일부터는 세로편집 체제를 가로편집 체제로 전환해 단국인의 곁으로 한 발 더 다가갔습니다. 단대신문은 지령 923호(1994년 9월 27일)부터 전산체제를 도입, 대학신문 제작에 혁신을 가합니다. 아울러 1999년에는 학교 홈페이지 내에 단대신문 홈페이지를 개설해 재학생 및 동문들의 의견에 귀를 기울입니다. 2008년, 단국인의 새로운 소통공간인 인터넷 매체 D-Voice가 태어났습니다. D-Voice는 단대신문과 함께 모든 학우들 및 교직원들의 목소리가 조화롭게 퍼지는 광장의 역할을 할 것입니다. (2008년 3월 11일 <지령 1217호> 단국대학교 《단대신문》 발행, 60주년 기념사 중)

한편 1948년 3월 1일에는 서울대학교에서 전체 학생들의 신문인 《서울대학신문》을 창간하였지만 정식적으로 서울대학교 대학신문은 6·25 전쟁 중 부산의 한 인쇄소에서 탄생했다. 당시 부산으로 내려온 각 대학이 전시연합대학으로 통합됐을 때 대학당국과 학생들은 의사소통 기구로서 범 대학적인 신문의 발간을 요구했고, 이에 《대학신문》이 만들어졌는데 1952년 2월 4일 서울대학교 범(凡)학과 대학신문으로 탄생한 것이다.  1953년 10월 환도 이후 각 대학이 제 각기 신문을 복간하면서 사실상 《대학신문(大學新聞)》은 ‘서울대 신문’의 성격을 갖게 됐다.
《대학신문》은 그러므로 종래에 흔히 있었던 어느 한 대학의 교수와 학생간의 동인지와 같은 체제와 내용을 떠나서 범 대학의 공기(公器)로 출발한다. 이리하여 각 대학의 석학 독학들의 주장·견해·연구보고는 물론이요, 국내의 문교행정면(文敎行政面) 학계의 뉴-스와 해외의 학계·문화계의 동향도 수시로 보도하고 그 위에 대학생활 전반의 이모저모를 지면에 수놓아 가면서 서상(敍上) 대학 임무 완수의 협조에 매진하려한다.(1952년 2월 4일자, 서울대학교 《대학신문》 창간호 발간사 중)

이와같이 광복 이후 여러 대학들에서 다투어 신문을 발간하기 시작하여 1950년 6·25사변 직전까지 모두 11개의 대학신문들이 단과대학 중심으로 창간되었으나 6·25사변으로 모두 휴간이나 폐간되고 말았다. 하지만 6·25사변의 와중에서도 피난지에서 계속 발간을 하면서 새롭개 대학신문들이 창간되었다.
즉 부산에 피란해 있던 서울대학교에서 1952년 2월 4일 《대학신문》의 창간을 시작으로 대구의 경북대학교는 1952년, 같은해 《경북대학보》를 창간하였다. 1953년에는 연희대학(현 연세대학교)도 역시 피란지 부산에서 《연희춘추》를 창간, 1957년 《연세춘추》로 개재했으며, 같은해 대구의 효성여자대학(현 대구가톨릭대학교)과 전주의 전북대학교에서도 대학신문을 발행하기 시작하였다.
1953년 7월 27일 서울로 환도하면서 대학들의 학내사정이 조금씩 안정을 되찾자 1954년 이후에는 이화여대의 《이대학보(梨大學報)》(1954년 2월 12일 창간) ,  성균관대의 《성대신문(成大新聞)》(1954년 9월 20일 창간), 한양대의 《한대신문(漢大新聞)》(1959년 5월 11일 창간) 등 서울에 있는 10여 개 대학들이 앞다투어 대학신문을 창간하였다.
2000년대에 들어서면서 대학신문도 많은 변화를 가져왔다. 400개가 넘는 많은 대학이 설립이 되면서 2년제 전문대학을 포함하여 대부분의 대학들이 대학신문을 발행하고 있지만 일부 대학들은 격주간, 순간 또는 월간으로 발행하기도 한다. 현재는 대한민국의 4년제 대학들에서는 거의 대부분 주간으로 발행하고 있다.

## 같이 보기
- 저널리즘